# マキノ真三
マキノ 真三（マキノ しんぞう、- 1982年7月）は、日本の映画監督、映画プロデューサーである。「日本映画の父」として知られる牧野省三の三男、映画監督マキノ正博、映画プロデューサーマキノ光雄の弟として生まれたが、映画人としては大成しなかった。

## 来歴・人物
京都に生まれる。
高村正次の「正映マキノキネマ」、兄の正博がマキノ本家に設立した「京都映音」に関わったのち、日活京都撮影所で、兄・正博や辻吉郎の助監督をつとめる。1940年（昭和15年）、兄・正博が監督した『続清水港』でチーフ助監督をつとめた後、同社を退社、翌1941年（昭和16年）、東京・巣鴨町の大都映画で近衛十四郎を主演に『愛憎乱麻』で映画監督としてデビューした。同作は「マキノ真三第1回監督作品」と銘打たれて同年7月8日に公開されたが、同社ではそれきりであった。また、同年11月26日、女優の宮城千賀子と恋愛結婚する。宮城が1939年（昭和14年）の稲垣浩監督作『宮本武蔵』で「お通」を演じたため、前作『宮本武蔵』の轟夕起子が兄の正博と結婚したのに続いて、「お通がふたりマキノ家に嫁いだ」と当時騒がれた。
1943年（昭和18年）、兄・正博が撮影所長をつとめる松竹京都撮影所で、師の辻吉郎との共同監督、滝沢一との共同脚本で『海賊旗吹っ飛ぶ』を撮る。前年引退し家庭に入った妻・宮城が長男・省一を出産する。
第二次世界大戦後の1946年（昭和21年）6月、「劇団なでしこ」を結成し舞台に復帰、地方巡業で成功していた妻の宮城と「マキノ芸能社」を設立、演劇活動に挑むが、1948年（昭和23年）10月には解散している。同社の傘下に設立した「マキノ映画」が製作した『桜御殿』、『鉄路の薔薇』を監督した。同社に抱えていた映画監督の並木鏡太郎の映画復帰第1作『右門捕物帖 謎の八十八夜』を「新光映画」で製作、高村正次が真三を引っ張り出し、プロデュースさせた。同年10月、「劇団なでしこ」を母体に新芸能社「ピンク・リボン・カンパニー」（PRC）を妻とともに設立、劇団の活動に重点を置いた。
高村正次が設立した「宝プロダクション」に入社、1952年（昭和27年）に加藤泰監督の『ひよどり草紙』をプロデュースしているが、「マキノ芸能社」の負債返済をめぐり夫婦仲は冷め、宮城は盛んに映画出演を始め、1953年（昭和28年）の中盤に離婚することになった。その後は新東宝に移籍したりしたが、映画プロデューサーとしてもつづかなかった。のちに陶芸の世界へ進み、長野県の安曇野に移住した。

## フィルモグラフィ

### 助監督
- 続清水港　1940年　監督マキノ正博、脚本小国英雄、撮影石本秀雄、主演片岡千恵蔵　※日活京都撮影所

### 監督
- 愛憎乱麻　1941年　原作下村悦夫、脚本数寄屋五兵衛、主演近衛十四郎　※大都映画
- 海賊旗吹っ飛ぶ　1943年　監督・脚本　共同監督辻吉郎、共同脚本滝沢一、主演高田浩吉　※松竹京都撮影所
- 桜御殿　1948年　脚本八尋不二、撮影松井鴻、主演宮城千賀子　※マキノ芸能社（マキノ映画）
- 鉄路の薔薇　1949年　共同監督安達伸生、脚本京都伸夫・江良部香、撮影松井鴻、主演加賀邦男、明日待子　※マキノ芸能社（マキノ映画）

### プロデューサー
- 右門捕物帖 謎の八十八夜　1949年　監督並木鏡太郎、主演嵐寛寿郎　※新光映画
- ひよどり草紙　1952年　監督加藤泰　※宝プロダクション
- 隠密七生記 剣雲碓氷峠の乱陣　1956年　監督渡辺邦男　※新東宝
- 続隠密七生記 龍攘虎搏の決戦　1956年　監督渡辺邦男　※新東宝

## 註
1. ↑  宮城千賀子『嫁姑ののしり円満術 若夫婦とうまくつき合う秘訣』東京白川書院、1983年、p.52
2. 1 2 3  立命館大学衣笠キャンパスの「マキノ・プロジェクト」サイト内の「小林昌典氏 談話」の記述を参照。
3. 1 2 3 4 5  『日本映画俳優全集・女優編』（キネマ旬報社、1980年）の「宮城千賀子」の項（p.666-669）を参照。同項執筆は滝沢一・司馬叡三。
4. ↑  マキノ雅裕『映画渡世 地の巻 - マキノ雅弘自伝』（平凡社、1977年 / 新装版、2002年 ISBN 4582282024）の初版 p.246の記述を参照。